# Racovitzanus erraticus
Racovitzanus erraticus är en kräftdjursart som beskrevs av Vervoort 1957. Racovitzanus erraticus ingår i släktet Racovitzanus och familjen Scolecitrichidae. Inga underarter finns listade i Catalogue of Life.